# موزه نیسیم کموندو

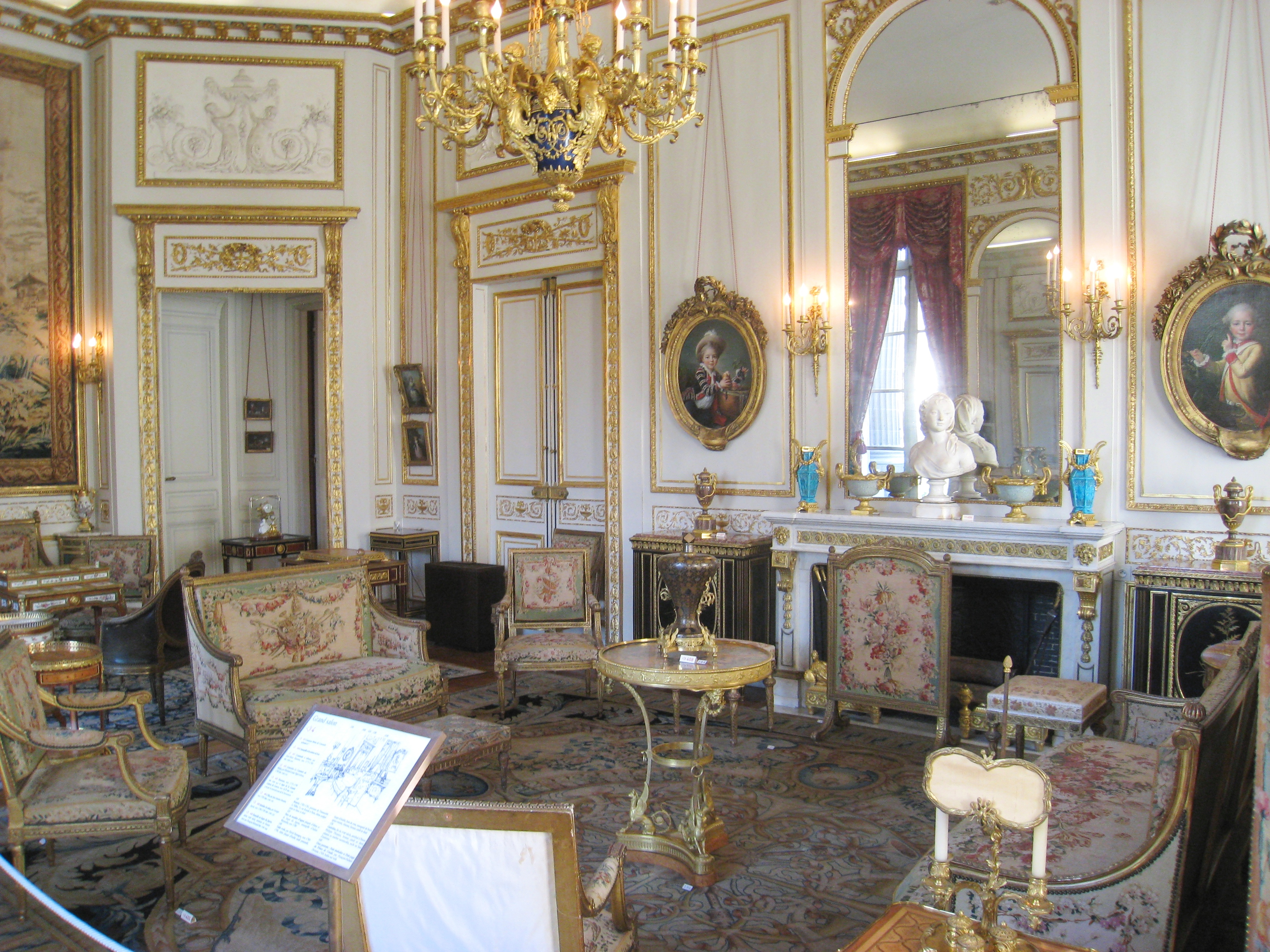
سالن بزرگ، موزهٔ نیسیم کموندو

موزهٔ نیسیم کموندو (به فرانسوی: Musée Nissim de Camondo) یک خانه موزهٔ شیک از هنرهای تزئینی فرانسوی است که در هتل کموندو، شماره ۶۳ خیابان مونسو در حاشیهٔ پارک مونسو، در منطقه ۸ پاریس پایتخت فرانسه واقع شده‌است. نزدیک‌ترین ایستگاه‌های متروی پاریس به این موزه ویه از خط ۳ و مونسو از خط ۲ هستند.

## تاریخچه
این عمارت در سال ۱۹۱۱ توسط یک بانکدار به نام کنت موئیز دو کموندو و با معماری رنه سرژان ساخته شد و طراحی آن همانند پتی تریانو در ورسای ولی با تسهیلات مدرن است.
امروزه این مکان به گونه ای نگهداری می‌شود که به نظر می‌رسد هنوز خانه ای خصوصی است که در وضعیت اولیهٔ خود محفوظ مانده‌است. سه طبقه برای بازدید کنندگان دایراست: طبقه زیرزمین (آشپزخانه)، طبقه همکف (اتاق‌های رسمی)، طبقه اول (آپارتمان‌های خصوصی) و باغ‌ها.

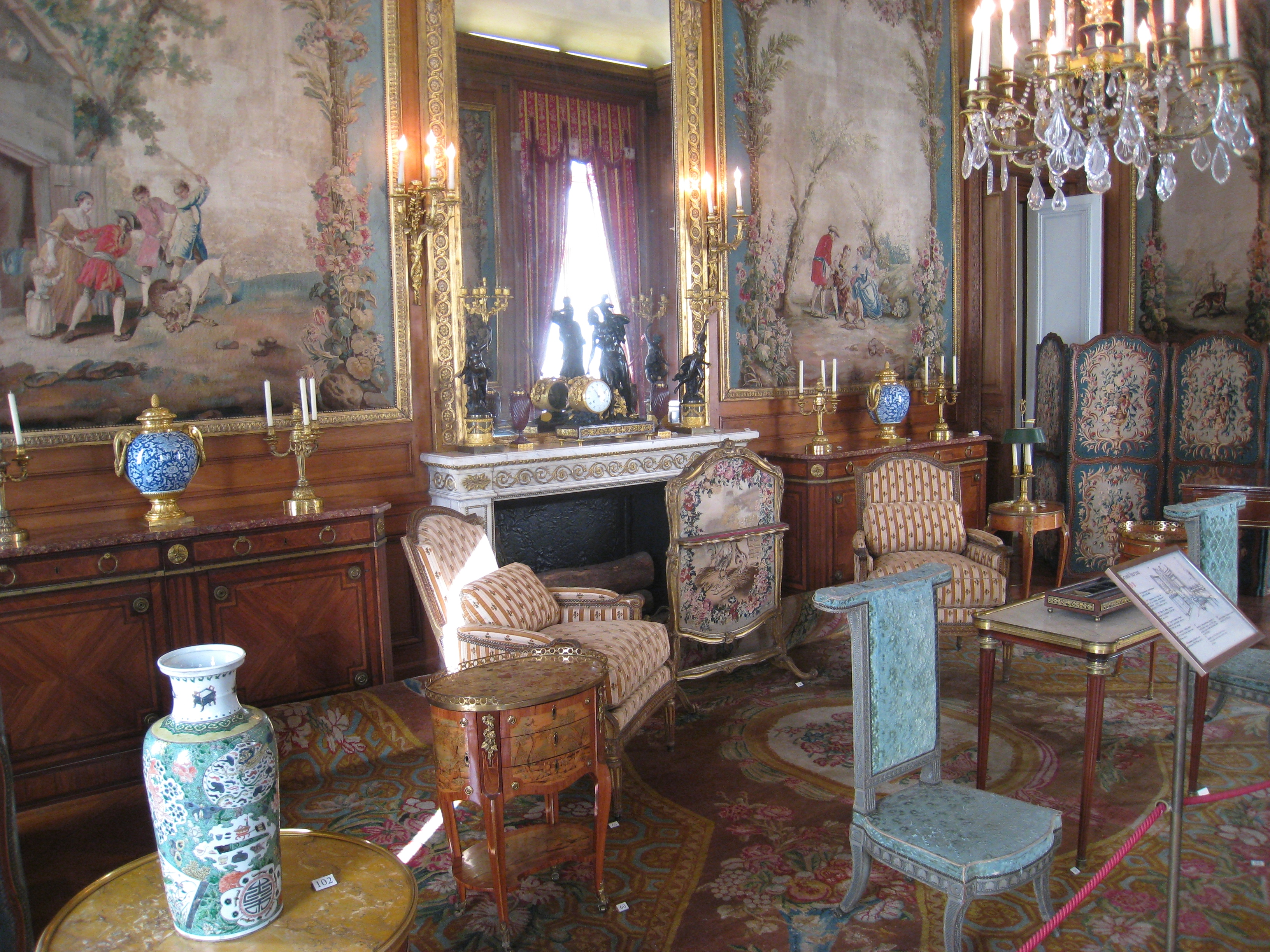
دفتر کار بزرگ
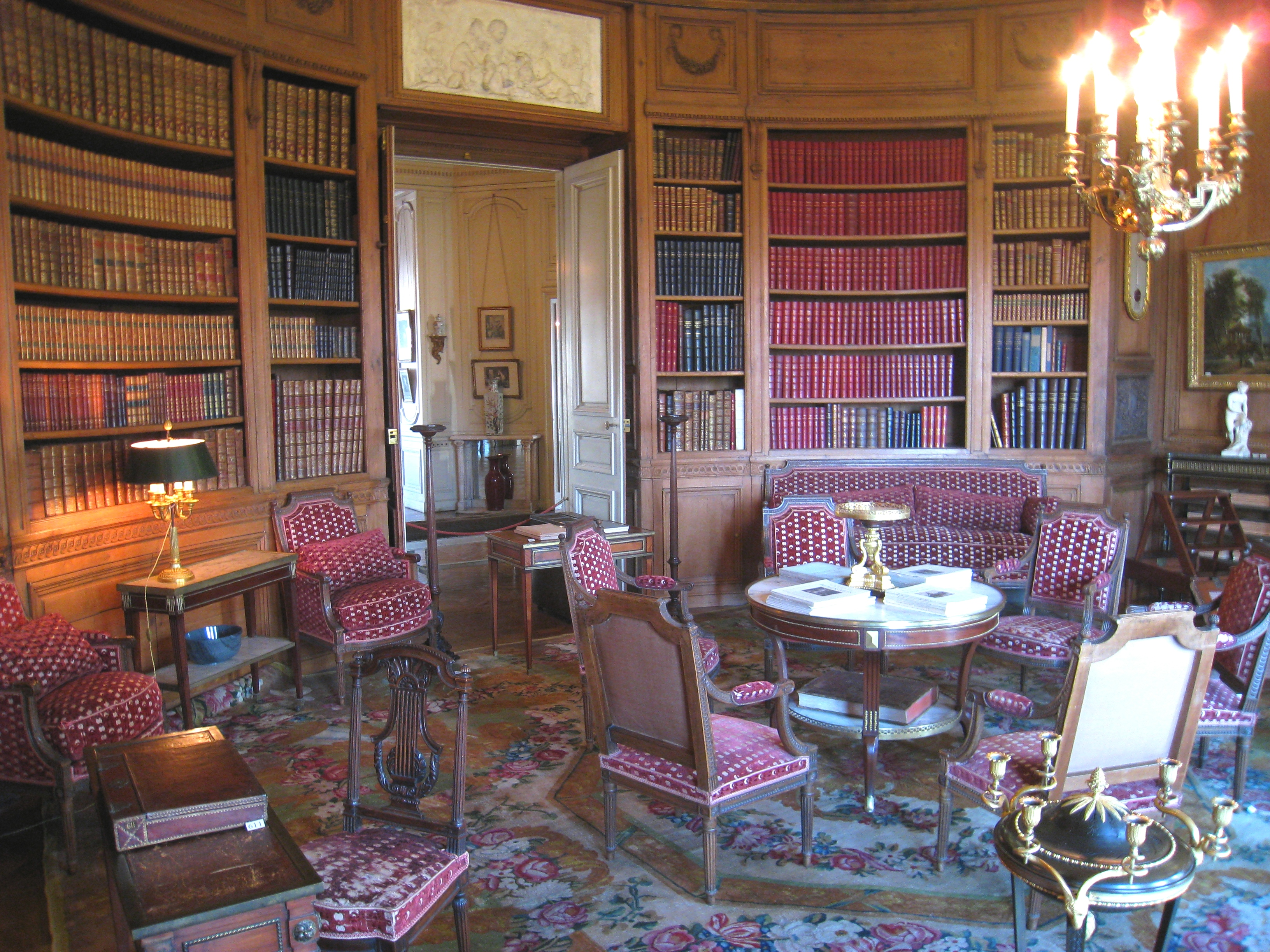
کتاب خانه
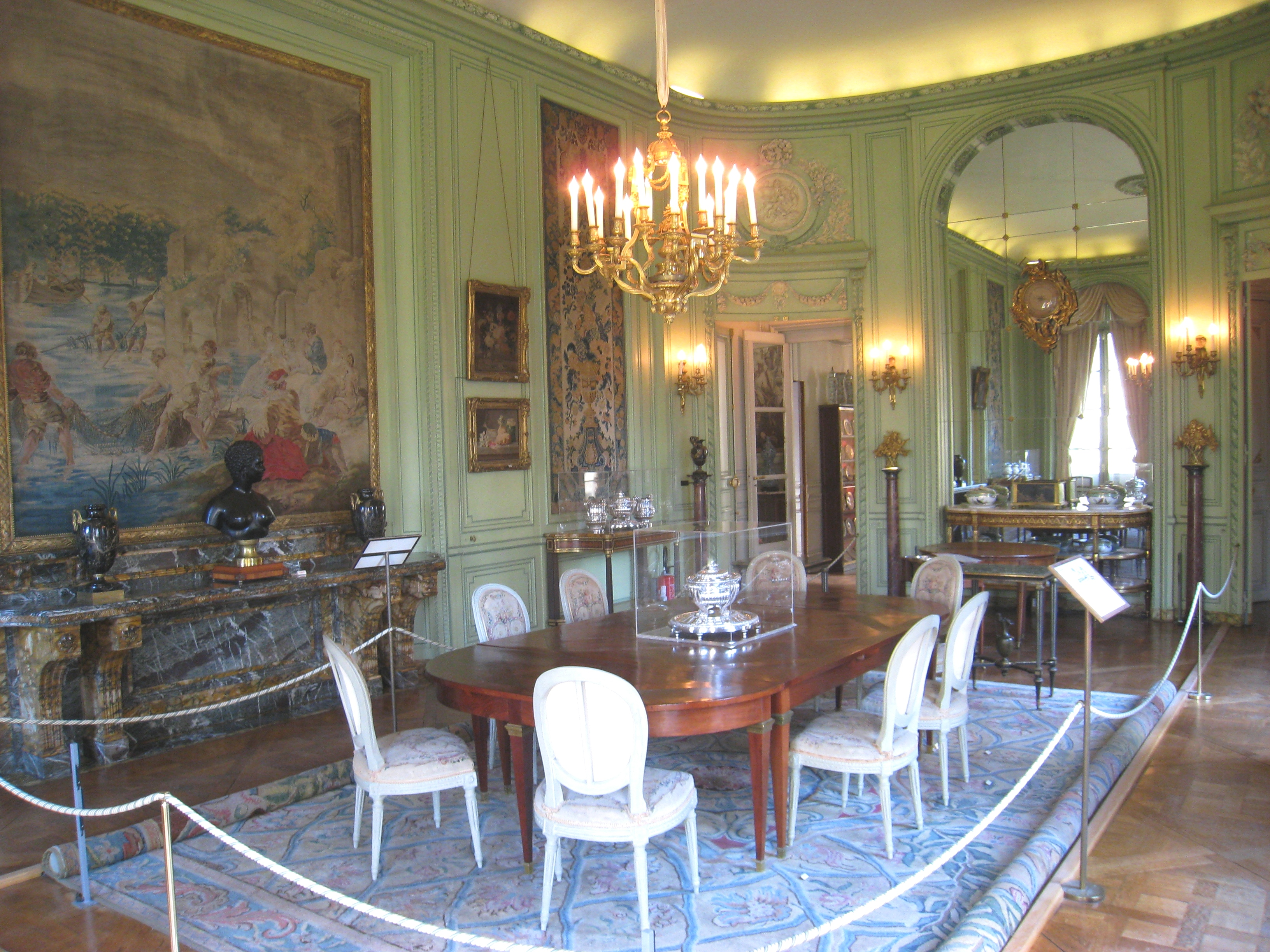
اتاق ناهارخوری
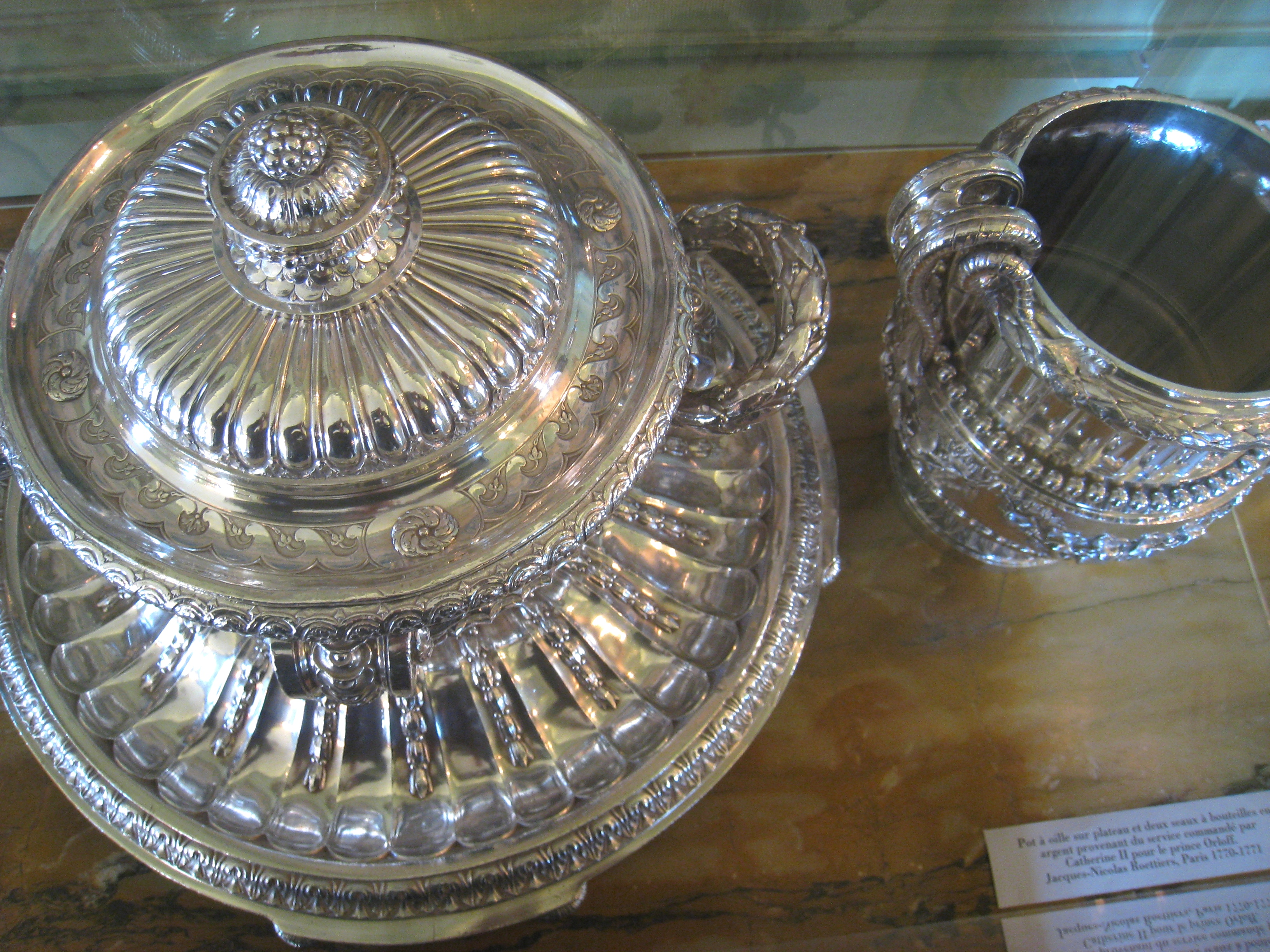
سرویس نقره ای
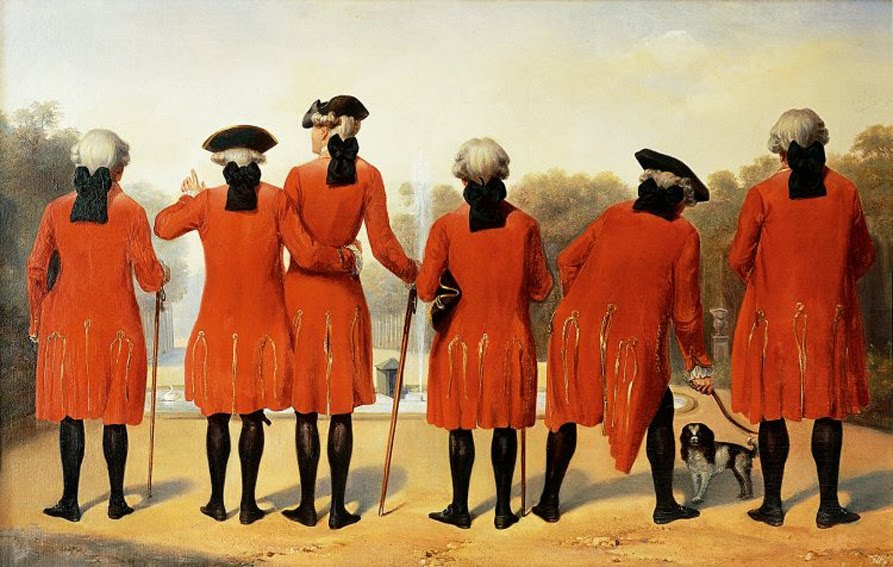
آقایان دوک اورلئان